# 2000年夏季奧林匹克運動會網球比賽
2000年夏季奧林匹克運動會網球比賽于9月19日至28日在澳大利亚悉尼NSW網球中心进行。此次比赛共设4个小项。其中，美国女子网球选手大威廉姆斯是单打双打金牌双料得主。

## 獎牌歸屬情況

### 獎牌榜
| 排名 | 国家／地区    | 金牌 | 银牌 | 铜牌 | 總數 |
| ---- | ------------- | ---- | ---- | ---- | ---- |
| 1    | 美国（USA）   | 2    | 0    | 1    | 3    |
| 2    | 俄罗斯（RUS） | 1    | 1    | 0    | 2    |
| 3    | 加拿大（CAN） | 1    | 0    | 0    | 1    |
| 4    | （AUS）       | 0    | 1    | 0    | 1    |
| 4    | 德国（GER）   | 0    | 1    | 0    | 1    |
| 4    | 荷兰（NED）   | 0    | 1    | 0    | 1    |
| 7    | 比利时（BEL） | 0    | 0    | 1    | 1    |
| 7    | 法国（FRA）   | 0    | 0    | 1    | 1    |
| 7    | 西班牙（ESP） | 0    | 0    | 1    | 1    |

### 男子賽事

#### 男子單打
| 金牌：                | 銀牌：             | 銅牌：                      |
| 卡菲尼可夫（ 俄羅斯） | 托米·哈斯（ 德国） | 阿爾諾·迪·帕斯夸萊（ 法國） |

#### 男子雙打
| 金牌：                                     | 银牌：                               | 铜牌：                                       |
| 塞巴斯蒂安·拉罗 · 丹尼尔·内斯特（ 加拿大） | 托德·伍德布里奇 · 馬克·伍德福德（ ） | 亚历克斯·科雷查 · 阿尔韦特·科斯塔（ 西班牙） |

### 女子賽事

#### 女子單打
| 金牌：                   | 银牌：                       | 铜牌：                 |
| 维纳斯·威廉姆斯（ 美国） | 耶莲娜·德门蒂耶娃（ 俄羅斯） | 莫妮卡·莎莉絲（ 美国） |

#### 女子雙打
| 金牌：                                     | 银牌：                                    | 铜牌：                                   |
| 维纳斯·威廉姆斯 · 塞雷娜·威廉姆斯（ 美国） | Miriam Oremans · Kristie Boogert（ 荷蘭） | Els Callens · 多米尼克·莫纳米（ 比利时） |